# Chris Violette
Chris Violette (Mississauga, Ontario, Canadá, 29 de mayo de 1981) es un actor y modelo canadiense. Es más conocido por interpretar a Sky Tate, el SPD Blue Ranger, en la serie de televisión estadounidense Power Rangers S.P.D.. También ha aparecido en la serie de TV canadiense Wild Card y en la versión estadounidense de la serie Queer as Folk. Antes de ser actor, se enfocó en el modelaje, pero optó por la actuación, actividad que ha realizado desde que regresó de la universidad.
En el año 2007 fue parte del elenco de la película Diary of the Dead (2007) del director estadounidense George A. Romero.